# محمد صالح (لاعب كرة قدم فلسطيني)
محمد نعمان عبد الفتاح صالح (مواليد 18 يوليو 1993) هو لاعب كرة قدم فلسطيني يلعب لصالح نادي نادي الريان في دوري نجوم قطر ومنتخب فلسطين لكرة القدم في مركز الدفاع.

## وصلات خارجية
- محمد صالح على موقع قاعدة بيانات كرة القدم.إي يو (الإنجليزية)
- محمد صالح على موقع ناشيونال فوتبول تيمز (الإنجليزية)
- محمد صالح على موقع Soccerway.com (الإنجليزية)